# Thomas Jungbauer
Thomas Johann Jungbauer Genao (* 30. Juli 2005 in Jarabacoa) ist ein dominikanisch-österreichischer Fußballspieler.

## Karriere

### Verein
Jungbauer begann seine Karriere beim ASV Behamberg-Haidershofen. Im Jänner 2014 wechselte er zum LASK. Zur Saison 2019/20 kam er in die AKA Linz, in der er fortan sämtliche Altersstufen durchlief. Im Februar 2022 wechselte er nach Italien in die Jugend von SPAL Ferrara. Im August 2023 wechselte er nach Tschechien zum Erstligisten Dynamo Budweis. Für die Profis von Dynamo kam er zu einem Cupeinsatz, primär spielte er für die Amateure und die U-19 von Budweis. Im September 2024 löste er seinen Vertrag in Tschechien auf.
Nach einem Monat ohne Verein kehrte Jungbauer im Oktober 2024 nach Österreich zurück und wechselte zum Zweitligisten SV Ried. Mit Ried stieg er in die Bundesliga auf, er selbst kam aber zu keinem Einsatz. Nach der Saison 2024/25 verließ er den Verein wieder.

### Nationalmannschaft
Jungbauer nahm 2022 mit der dominikanischen U-20-Auswahl an der CONCACAF U-20-Meisterschaft teil. Die Dominikanische Republik beendete das Turnier als Zweiter und qualifizierte sich damit auch für die U-20-WM 2023. Für diese wurde Jungbauer ebenfalls nominiert, während des Turniers kam er in allen drei Partien seines Landes zum Zug, das aber punktelos in der Gruppenphase ausschied.
Durch das Ergebnis bei der CONCACAF-Meisterschaft war die Dominikanische Republik auch für die Olympischen Spiele 2024 qualifiziert. Für das Turnier in Paris wurde Jungbauer als P-Akkreditierter nominiert, er kam während den Spielen zu einem Kurzeinsatz. Die Dominikanische Republik schied nach zwei Remis und einer Niederlage in der Gruppenphase aus.

## Persönliches
Jungbauer wurde als Sohn einer Dominikanerin und eines Österreichers im Karibikstaat geboren. 2009 zog die Familie in die Heimat seines Vaters nach Oberösterreich.